# Võru
Võru (setucky Võro, německy Werro) je město ležící v jihovýchodním Estonsku u jezera Tamula. Je správním centrem kraje Võrumaa.
Město bylo založeno v roce 1784 na přání ruské císařovny Kateřiny II. Rozkládá se na ploše 13,2 km² a má 14 487 obyvatel (stav ke 31. 12. 2005).

## Partnerská města
- Laitila, Finsko
- Landskrona, Švédsko
- Suwałki, Polsko
- Chambray-lès-Tours, Francie
- Kaniv, Ukrajina

## Galerie

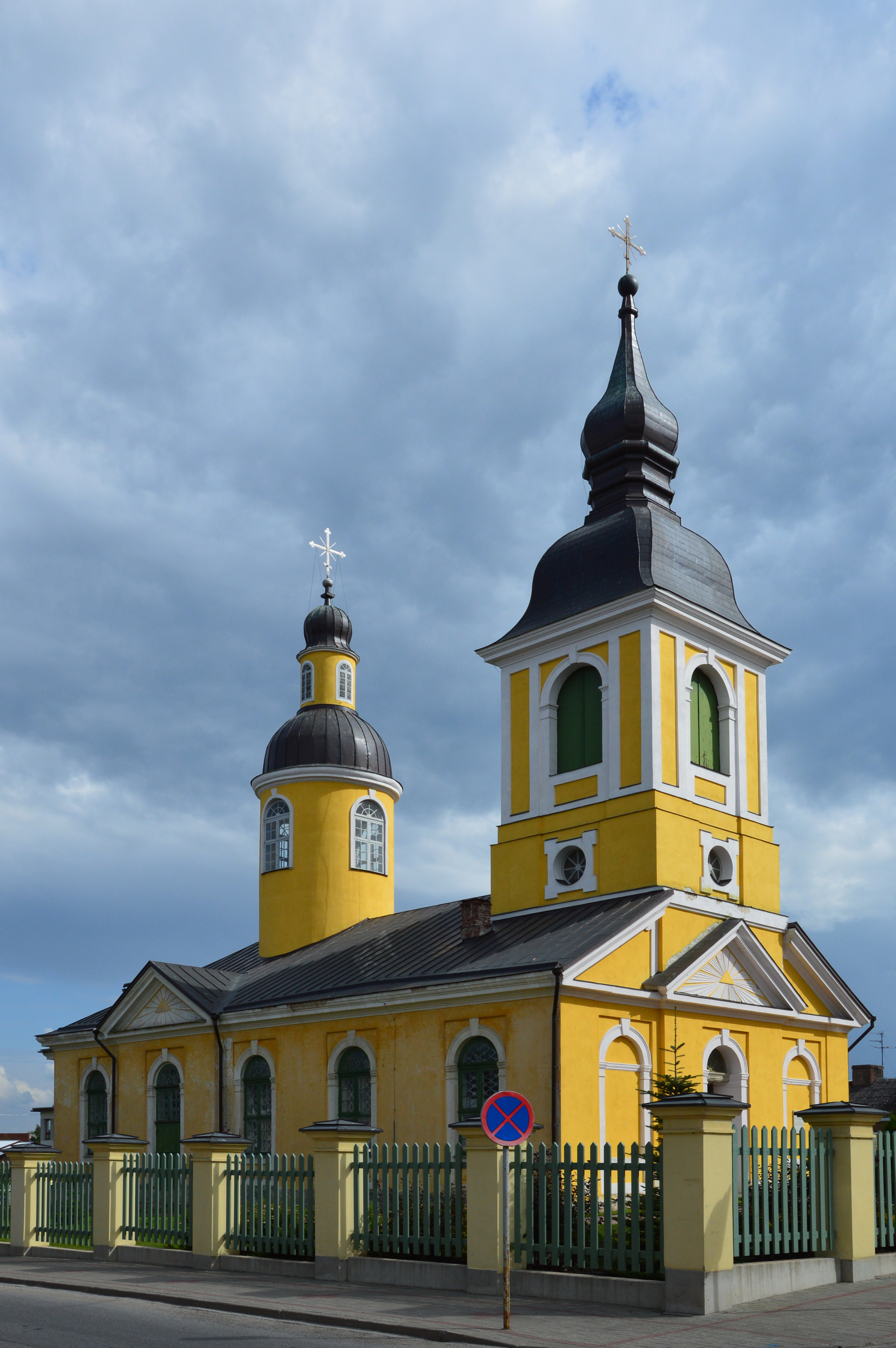
Pravoslavný kostel sv. Kateřiny
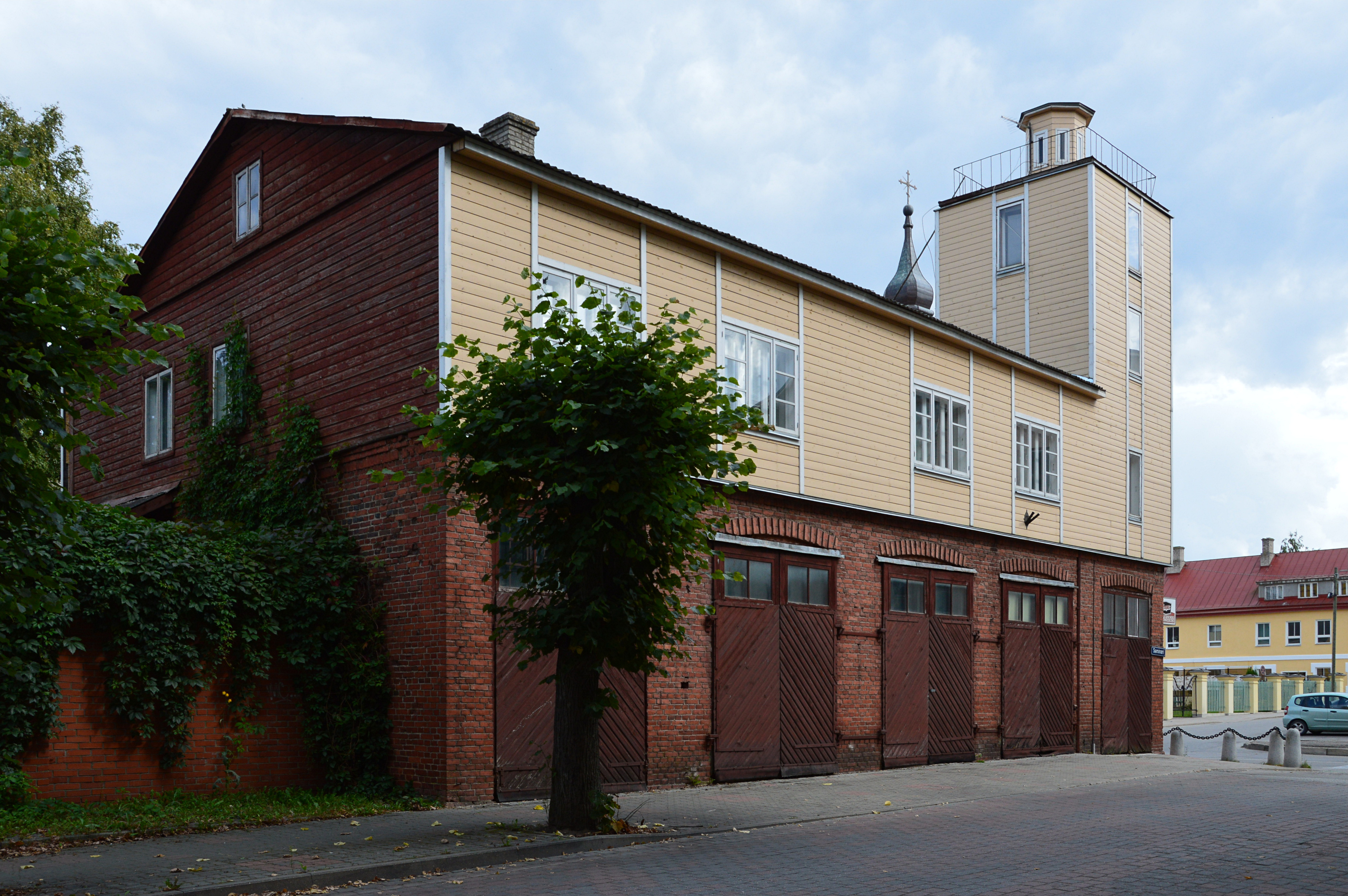
Historická požární zbrojnice
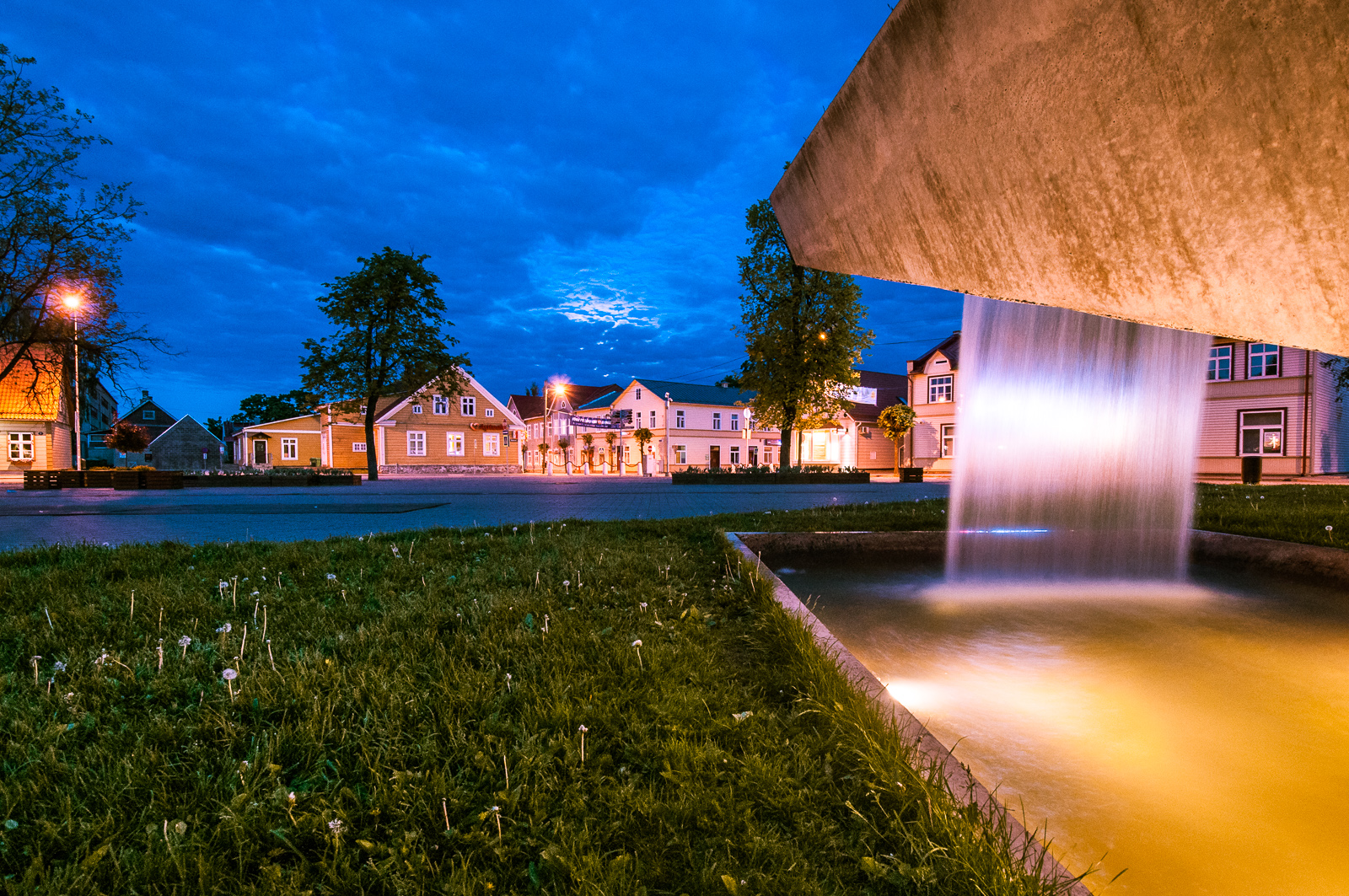
Centrum města v noci
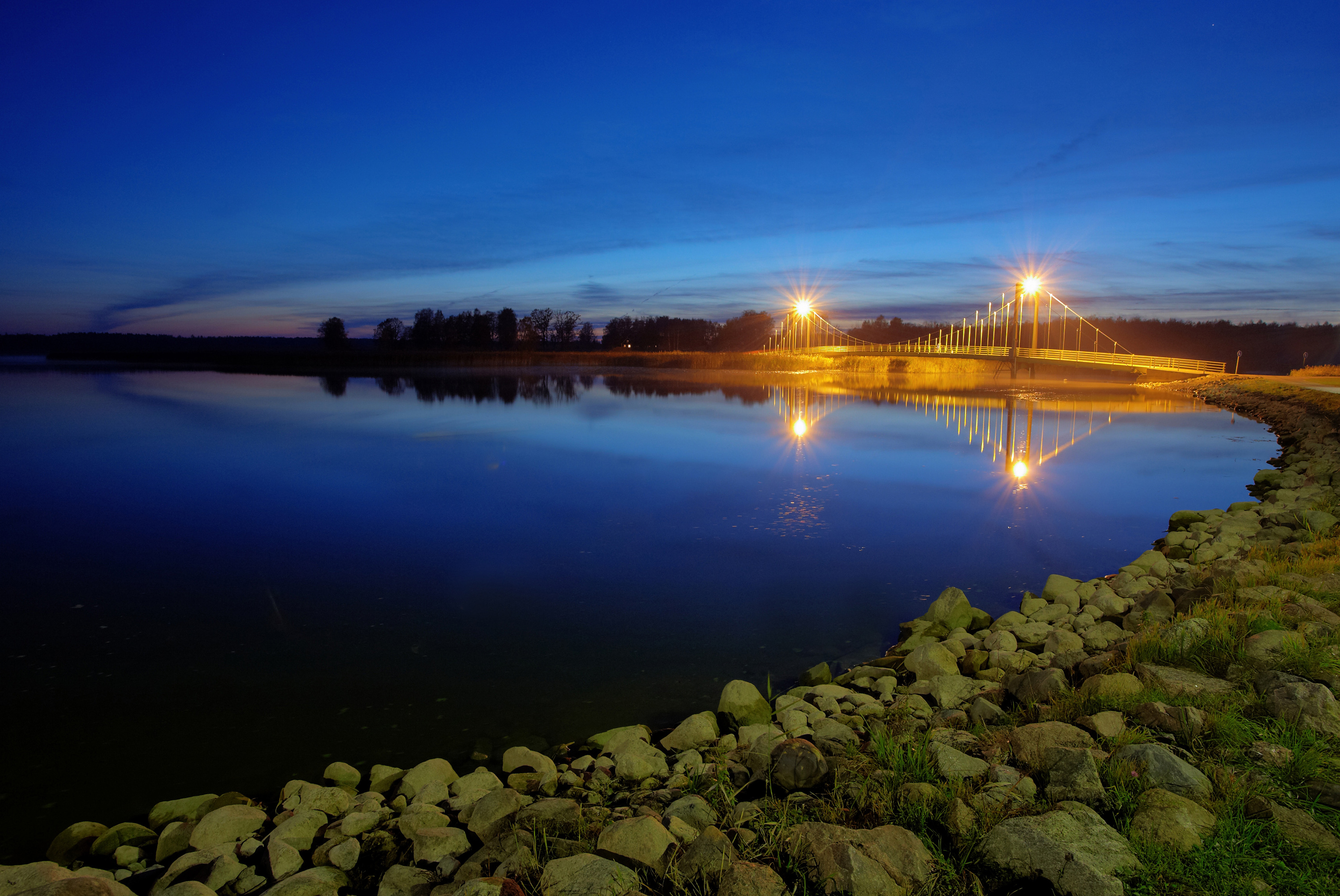
Roosisaarský visutý most
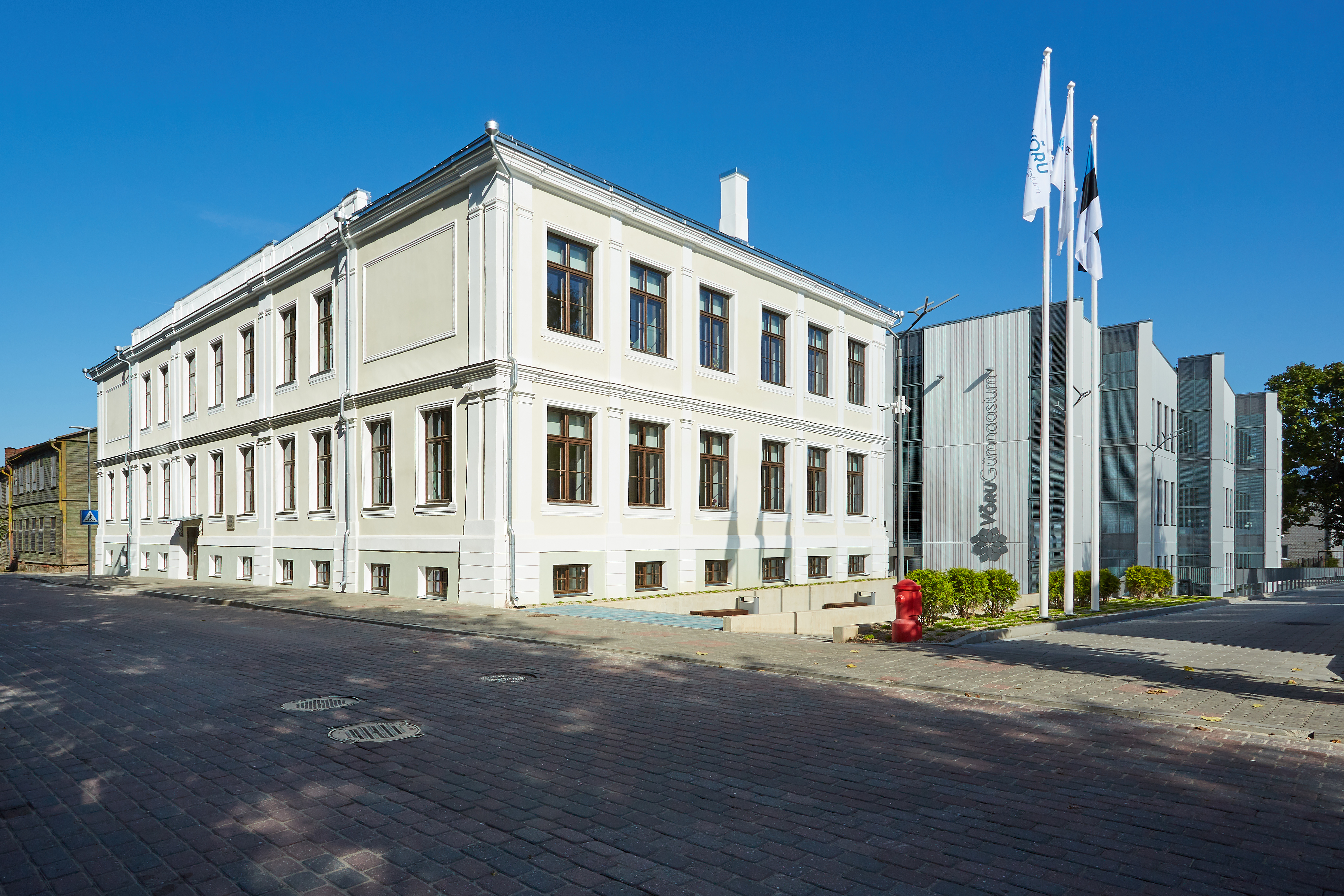
Budovy místního gymnázia (vlevo nejstarší školní budova ve Võru)